# Nafana (peuple)
Pour les articles homonymes, voir Nafana.

Implantation des Nafanas

Les Nafanas sont une population d'Afrique de l'Ouest vivant au nord-ouest du Ghana et au nord-est de la Côte d'Ivoire. Ils font partie du grand groupe des Sénoufos.
Les Nafanas racontent qu'ils viennent de Côte d'Ivoire, plus précisément du village de Kakala. Selon Jordan (1978), leur tradition orale soutient que des Nafanas sont toujours là-bas, et que s’ils y retournent ils ne seront pas autorisés à revenir. Ils arrivèrent dans la région de Banda après les Ligbis, qui selon Stahl (2004), venaient de Begho (Beghu) au début du XVIIe siècle.
Le premier site des Nafanas est Loropéni, au Burkina Faso et c'est après qu'ils ont immigré vers Sinematiali en  Côte d'Ivoire; on retrouve leur trace à Bondoukou (le roi Sié Koffi Akomi) en Côte d'Ivoire et Accra au Ghana[réf. nécessaire].

## Langues
Leur langue est le nafaanra, une langue sénoufo, dont le nombre de locuteurs au Ghana était estimé à 61 000 en 2003. L'akan est également utilisé.

## Culture

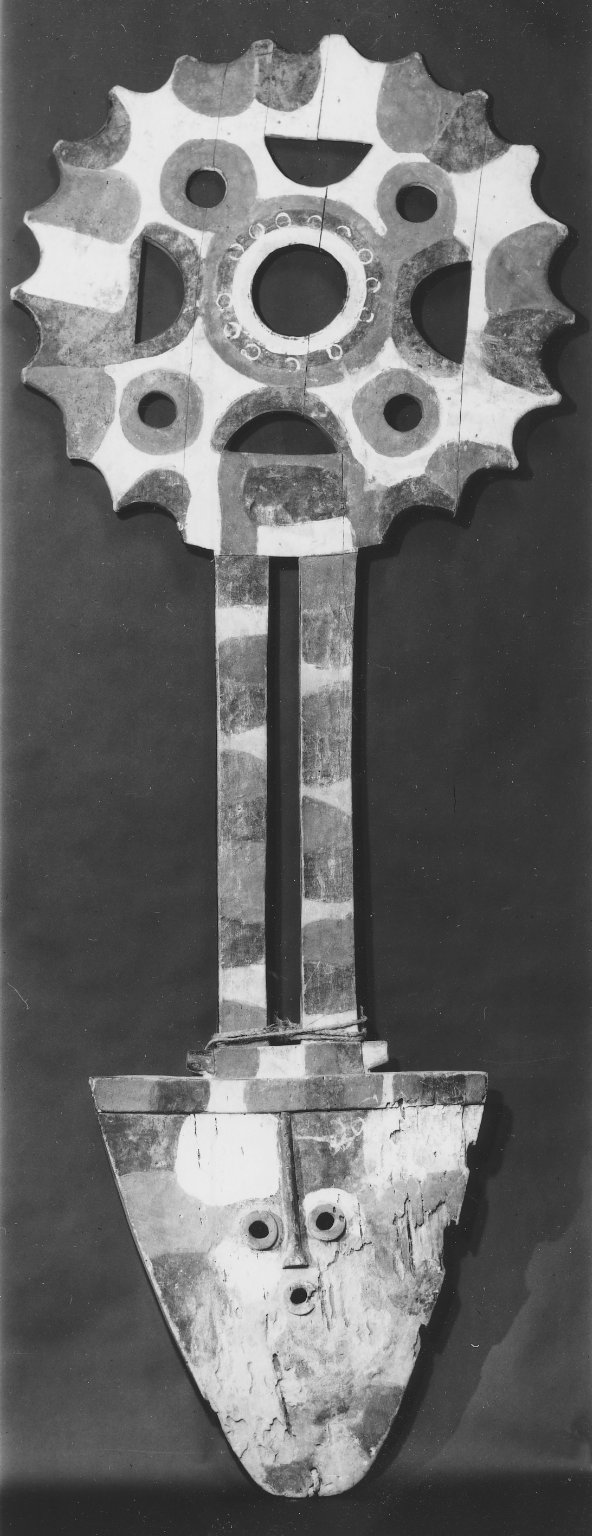
Masque féminin Bedu